# Henri Busignies
Henri Gaston Busignies (* 29. Dezember 1905 in Sceaux; † 20. Juni 1981 in Antibes) war ein französisch-amerikanischer Ingenieur und Erfinder. Er war ein bedeutender Pionier der Radartechnik und Funknavigation und Inhaber von über 140 Patenten. Gemeinsam mit Maurice Deloraine entwickelte er unter anderem den Kurzwellen-Peiler Huff-Duff.
Bereits in früher Jugend interessierte sich Busignies für den Amateurfunk. Er absolvierte das Jules Ferry College in Versailles und legte 1926 erfolgreich die Diplomprüfung in Elektrotechnik am Institute Normal Electro Technique in Paris ab. Dabei erlangte er gleich sein erstes Patent, für einen Radiokompass.
Sein beruflicher Werdegang begann 1928 in den Pariser Laboratorien (LMT) der International Telephone and Telegraph Corporation (ITT), wo er bis zu seiner Emigration 1940 in die USA Geräte für die Funkpeilung und die Funknavigation sowie die ersten RADAR-Geräte entwickelte. Eine erste praktische Demonstration seiner Geräte erfolgte 1936 mit dem ersten automatisch geführten Flug von Paris nach Réunion.
Mit Beginn des Zweiten Weltkriegs war er maßgeblich an der Entwicklung des automatischen Funkpeilers HF/DF („Huff-Duff“) zur Ortung deutscher U-Boote beteiligt und später auch an der Entwicklung von RADAR-Geräten zur Erkennung bewegter Ziele Moving Target Indication (MTI).
In den folgenden Jahren leistete er mit seinen Erfindungen und Arbeiten wichtige Beiträge zur Entwicklung bedeutender Systeme und Techniken, wie zum Beispiel der
- Freund-Feind-Erkennung,
- kegelförmige Abtastung und dreidimensionales RADAR,
- Täuschungssysteme,
- Instrument Landing System (ILS),
- TACAN,
- VORTAC,
- Phased-Array-Antennen für die Kommunikation,
- die Nutzung kleiner Dipole zur Reflexion von Funkwellen (Project West Ford).

Im Laufe seiner Karriere stieg Busignies 1960 zum Vizepräsidenten der ITT auf und ging dann 1975 als Chef-Wissenschaftler seiner Firma in den Ruhestand.
Busignies erhielt eine Vielzahl an Auszeichnungen und Ehrungen. Er war unter anderem ein Fellow of the IEEE, Ehrendoktor des Newark College of Engineering (1958) und des Brooklyn Polytechnic Institute (1971), erhielt den Award für International Communication des IEEE (1969), die Edison-Medaille des IEEE (1977), die Armstrong-Medaille des Radio Club of America und die Medaille des Industrial Research Institute. Er war seit 1966 Mitglied der National Academy of Engineering und wirkte dort in verschiedenen Komitees als Vorsitzender.